# トーマス・フランク (サッカー指導者)
トーマス・フランク（Thomas Frank、1973年10月9日 - ）は、デンマーク・フレデリクスヴェルク出身の元サッカー選手、現サッカー指導者。2025年よりトッテナム・ホットスパーFCの監督を務める。現役時代のポジションはMF。

## 経歴
アマチュア選手としてキャリアを終えると、引退後すぐに指導者に転身し、自身がプレーしたフレデリクスヴェルクBKやリンビーBKのユースチームの指導にあたった。2008年7月、デンマーク代表のU-16とU-17の代表兼任監督に就任し、2011年にはU-17チームを率いてUEFA U-17欧州選手権2011の準決勝に進出したが、ドイツに敗れてベスト4に終わった。
2013年6月10日、デンマーク・スーペルリーガのブレンビーIFの監督に招聘された。1シーズン目はリーグ4位、翌シーズンは3位と好成績を残し、いずれのシーズンもUEFAヨーロッパリーグの予選出場権を獲得したが、本戦出場は叶わなかった。
2016年12月9日、ブレントフォードFCにディーン・スミスのアシスタントコーチとして招かれた。2年後の2018年10月16日、ディーン・スミスが退任すると、その後任の座に就いた。その後2019年、2020年と2年連続でチームを昇格プレーオフに進出。2020年にプレーオフを制して、現行のプレミアリーグ移行後初のトップリーグに導く。2021年8月13日のアーセナルFC戦では、本拠地で2-0で勝利し、ブレントフォードに75年振りのトップリーグ勝利をもたらした。その後2024-25シーズンまで指揮を執り、ブレントフォードを4シーズン連続のプレミアリーグ残留へと導いた。
2025年6月12日、トッテナム・ホットスパーFCの監督に就任。